# Пільтцінтекутлі

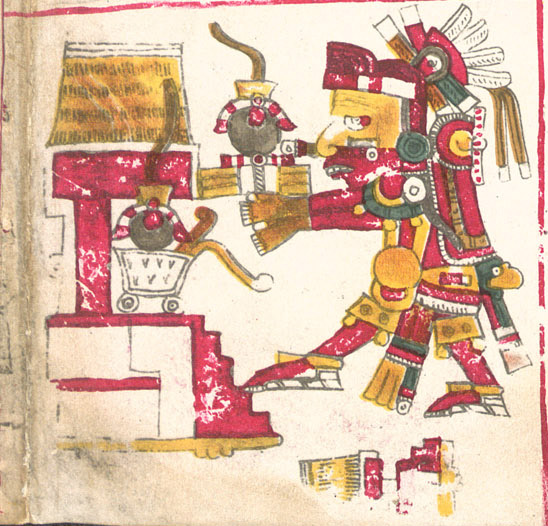
Пільтцінтекутлі в Кодексі Борджіа

Пільтцінтекутлі (науатль Piltzintecuhtli, «пан-хлопчик») — в ацтекській міфології бог Сонця, що сходить; штормів; зцілення; галюциногенних рослин та божественних грибів. Вважався захисником дітей.
Його ім'я зображувалося мовою малюнків у вигляді семи кіл і квітки.

## Етимологія
З мови науатль ім'я бога Пільтцінтекутлі означає «пан-хлопчик», де «pilli» — «хлопчик», «tzintli» — «малий» чи «крихітний», «tecuhtli» — «пан».

## Міфологія

### Родинні зв'язки
Пільтцінтекутлі вважався сином перших створених чоловіка і жінки — Ошомоко і Сіпактональ. Одружений з богинею Шочикецаль.

### Пільтцінтекутлі як бог Сонця
За одним із варіантів, Пільтцінтекутлі — одне з імен бога сонця, Тонатіу. Втім як окреме божество його виділяє особлива асоціація лише зі сходом Сонця, а не з усім Сонцем.